# Папа Захарије
Папа Захарије (лат. Zacharias;679. - 22. март 752.) је био 91. папа од 3. децембра 741. до 22. марта 752.